# Castillo de Gigonza

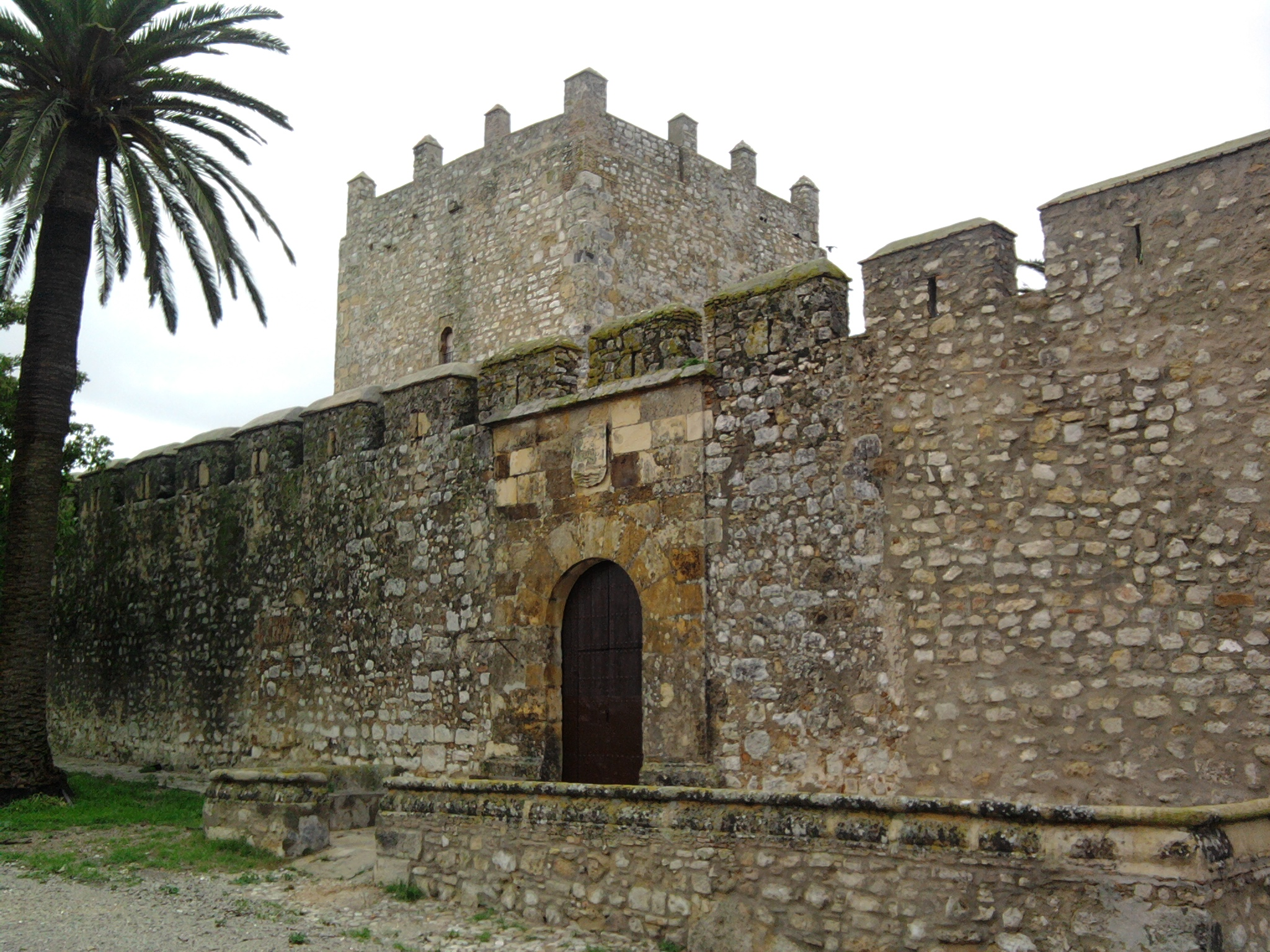
Photographie du château.

Castillo de Gigonza est un site historique espagnol situé dans la commune de San José del Valle, dans la province de Cadix en Andalousie. Sur la route de Medina Sidonia à Arcos de la Frontera, Castillo de Gigonza est à douze kilomètres de Paterna de Rivera. Il a été déclaré Bien de Interés Cultural (bien d'intérêt culturel) en 1993. En 2009, le Parti socialiste ouvrier espagnol met en cause les travaux de restauration entrepris sur le site, du fait du travail au noir qui y est mené.
Ce site fortifié existe depuis l'Antiquité. Il est l'un des quelques sites espagnols que les Byzantins ont détenu (entre 555 et 609) avec certitude lors de leur courte présence en Espagne. Le lieu est alors connu sous le nom de Sagonte, à ne pas confondre avec la ville du même nom, au nord de Valence. Le château actuel date du Moyen Âge. Sous la domination musulmane, le site est appelé Xisgonza et se trouve à la frontière du royaume de Grenade, dernier réduit de la présence arabe dans la péninsule. Du fait de cette situation, il est régulièrement l'objet de raids.

## Sources
- (es) « Castillo medieval de Gigonza », Députation de Cadix (consulté le 18 octobre 2020)
- (en) « Castillo de Gigonza,una obra de la arquitectura militar musulmana », Andalucia Informacion (consulté le 18 octobre 2020)